# محرك إشعال بالشمعة

محرك إشعال بالشمعة (بالإنجليزية: Spark-ignition engine)‏ هو مصطلح يشير إلي محركات الاحتراق الداخلي حيث تحدث عملية احتراق خليط الهواء والوقود بدايًة عن طريق شرارة يتم إطلاقها من شمعة احتراق ليبدأ الاحتراق هذه الطريقة هي على النقيض من الطريقة المستخدمة في محركات الإشعال بالانضغاط (محركات الديزل)حيث تتولد الحرارة نتيجة انفجار الخليط بعد وصوله لنقطة الإشعال الذاتي بعد ضغطه بواسطة المكبس بدون الحاجة لشمعة اشتعال خارجية.

## الوقود
محرك الإشعال بالشمعة في أمريكا تٌعرف بأنها محركات جازولين  ومحركات بنزين في بريطانيا وبقية العالم.
لكن عادة لا يحبذ استخدام هذه المسميات بسبب أن الإشعال بالشمعة أصبح يُستخدم مع وقود أكثر من البنزين وغيره مثل الغاز النفطي المسال و الإيثانول و الميثانول والوقود الحيوي والغاز الطبيعي المضغوط والهيدروجين و نترو الميثان.

## دورة التشغيل
دورة التشغيل لكل من محركات الإشعال بالشمعة أو محركات الإشعال بالانضغاط ربما تتكون من شوطين أو أربعة أشواط.
محرك الإشعال بالشمعة ذو الأربعة أشواط يستخدم دورة أوتو ويطلق عليه محرك دورة أوتو ويتكون من الأربعة أشواط الآتية:
- شوط السحب.
- شوط الانضغاط.
- شوط القدرة.
- شوط العادم.

يحدث كل شوط من الأربعة عند زاوية 180 درجة من دوران عمود المرفق وبالتالي فإن الأربعة أشواط تكتمل عند 720 درحة من دوران عمود المرفق، لذلك فإنه باكتمال دورة واحدة بدوران عمود المرفق مرتين يكون هناك شوط قدرة واحد.